# Oleksandr Petriv
Oleksandr Petriv (em ucraniano: Олександр Петрів; Leópolis, 5 de julho de 1974) é um atirador esportivo ucraniano. Ele foi campeão olímpico na categoria de tiro rápido 25 metros masculino nos Jogos Olímpicos de Verão de 2008 em Pequim.